# Parafia św. Wojciecha w Brześciu
Kościół pw. św. Wojciecha w Brześciu jest jednym z 9 kościołów w dekanacie kruszwickim.
Rys historyczny
Początkowo parafia miała swoją siedzibę w Rzeczycy. W 1811 roku kościół spłonął, a terytorium parafii podzielono na trzy inne parafie: Chełmce, Ostrowo i Połajewo. Dekretem kard. Edmunda Dalbora z 30 VI 1925 roku przywrócono parafię, ale kościół został zbudowany w Brześciu. Budowę świątyni ukończono w 1936 roku. W 1943, podczas działań wojennych świątynia częściowo spłonęła. W całości odbudowana i przebudowana dopiero po wojnie w 1949.
Dokumenty
Księgi metrykalne:
- ochrzczonych od 1945
- małżeństw od 1954
- zmarłych od 1984

## Terytorium parafii
Brześć, 
Jerzyce, 
Karsk, 
Kaspral, 
Leszcze, 
Łabędzin, 
Mietlica, 
Rzeczyca.

## Proboszczowie
- ks. Tomasz Radziński (2024-2025 administrator, od 2025 proboszcz)[1][2]

## Galeria

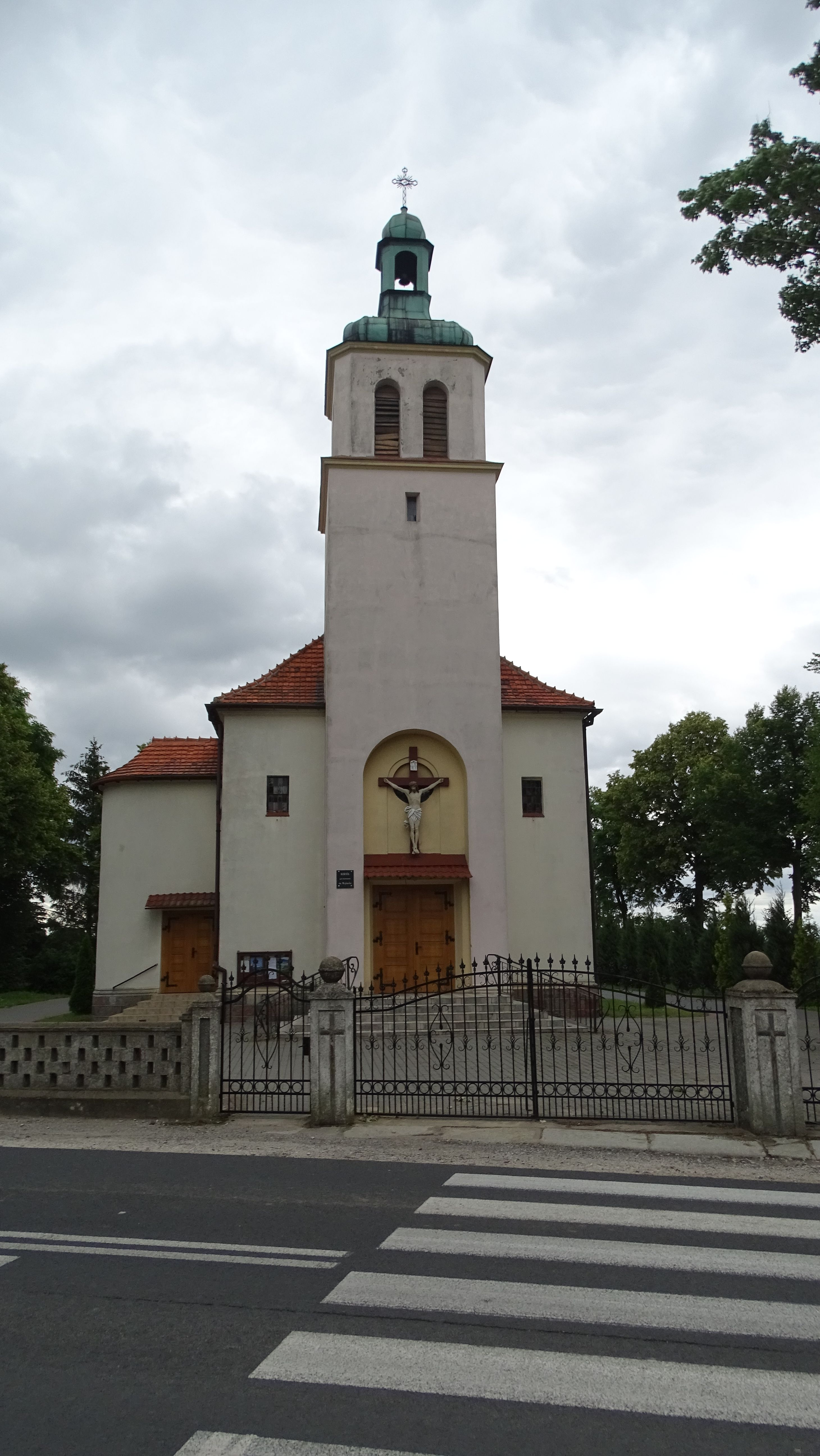
Kościół parafialny św. Wojciecha w Brześciu
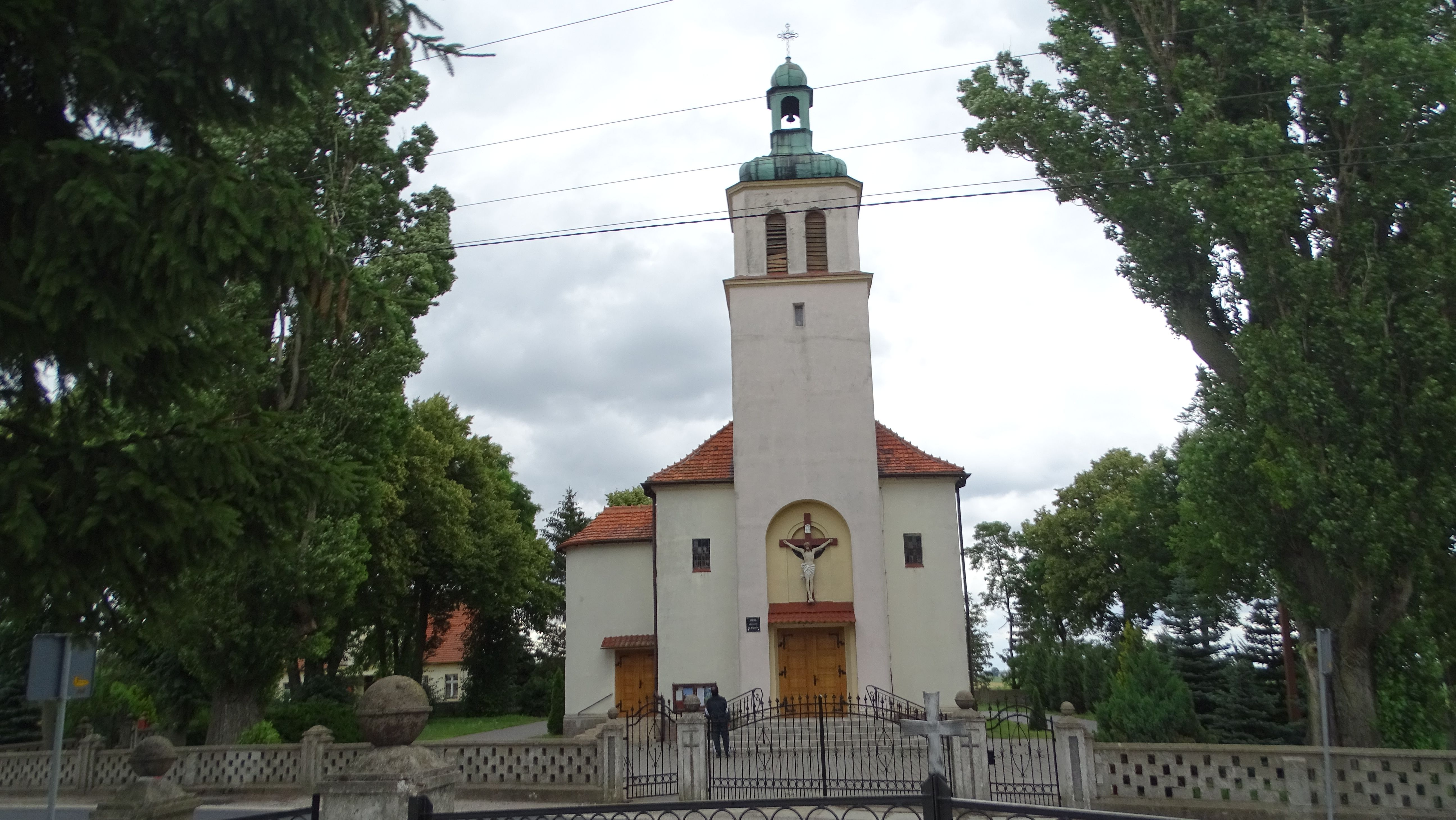
Kościół parafialny św. Wojciecha w Brześciu
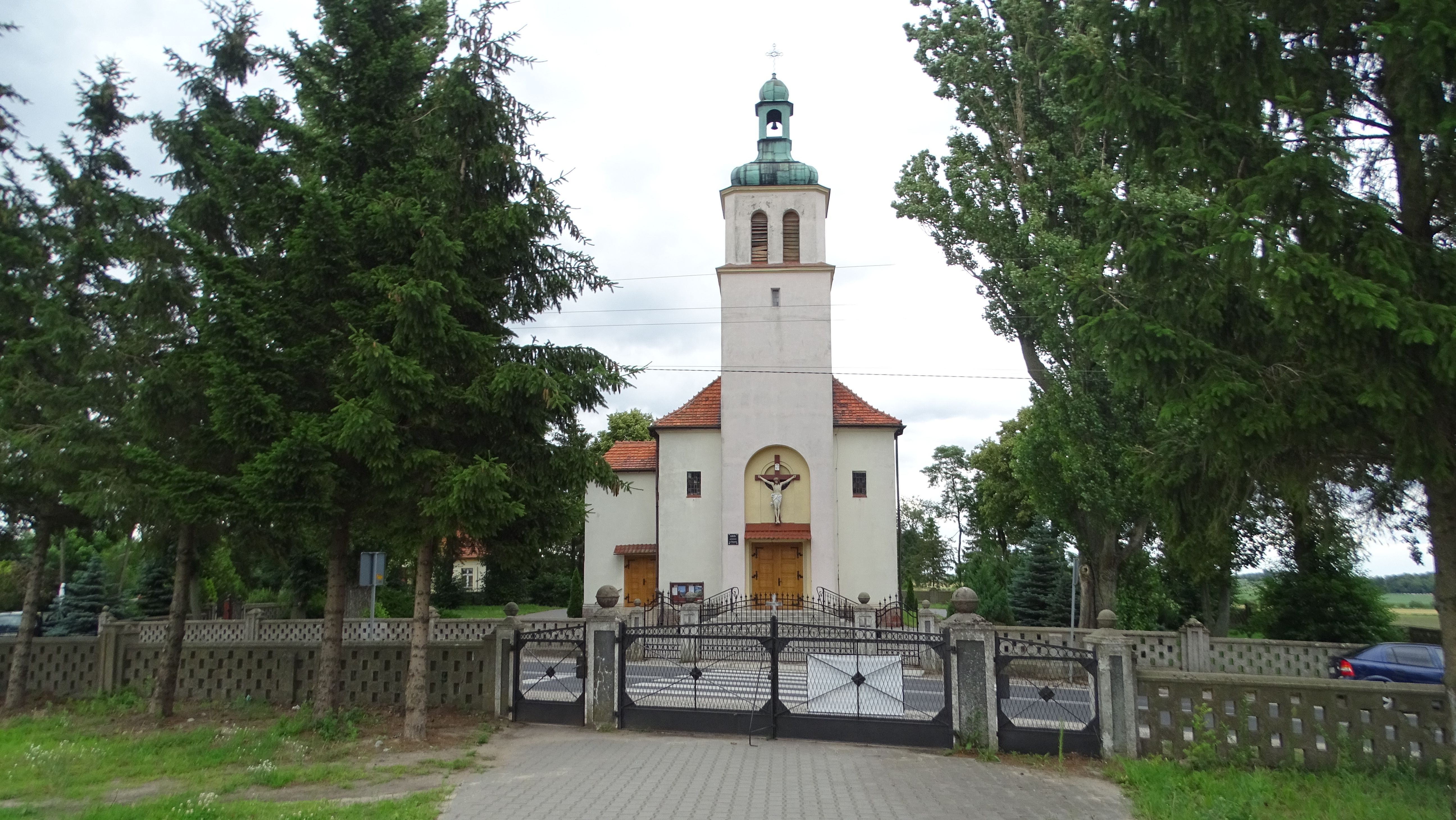
Kościół parafialny św. Wojciecha w Brześciu
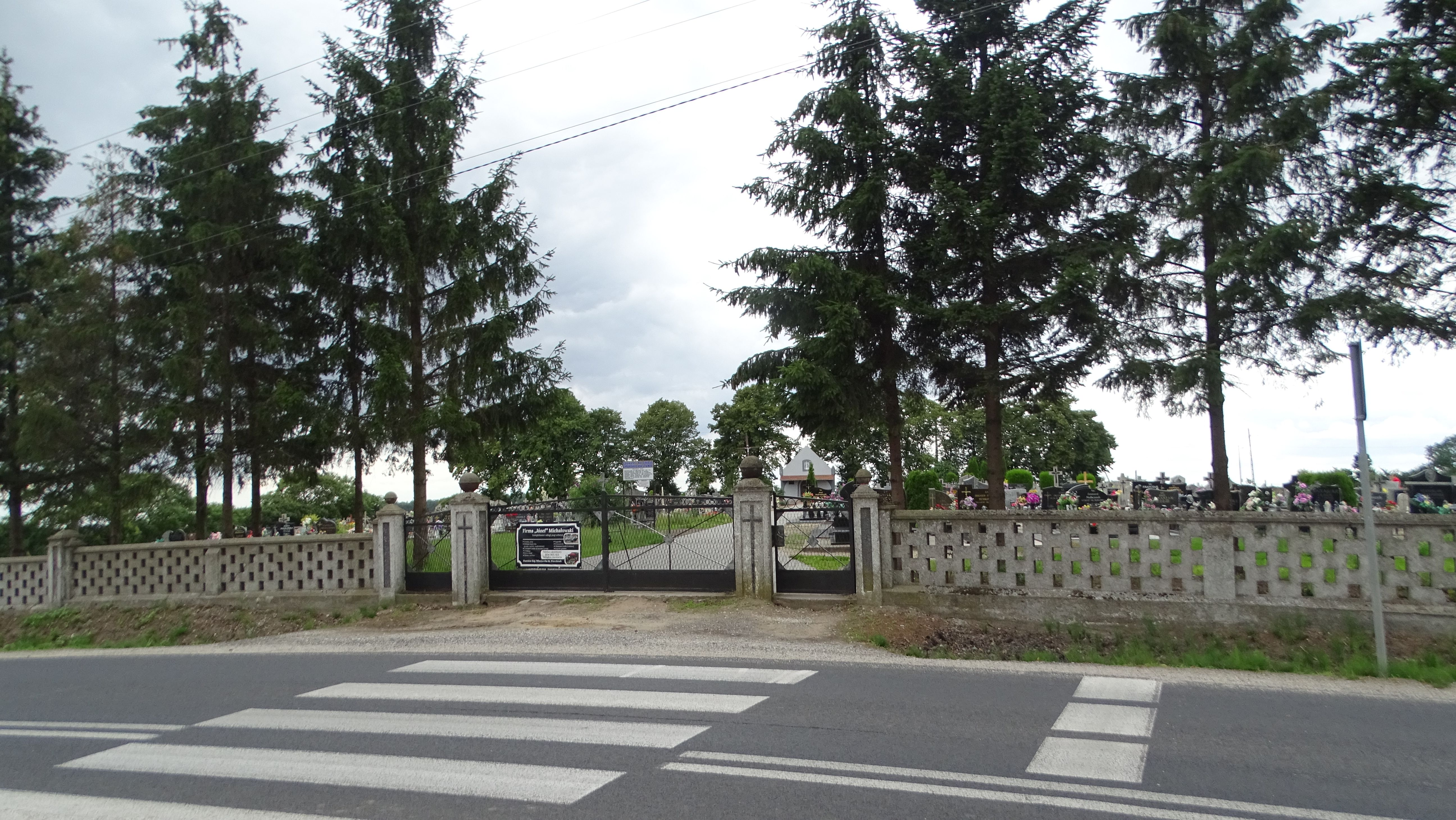
Cmentarz parafialny w Brześciu
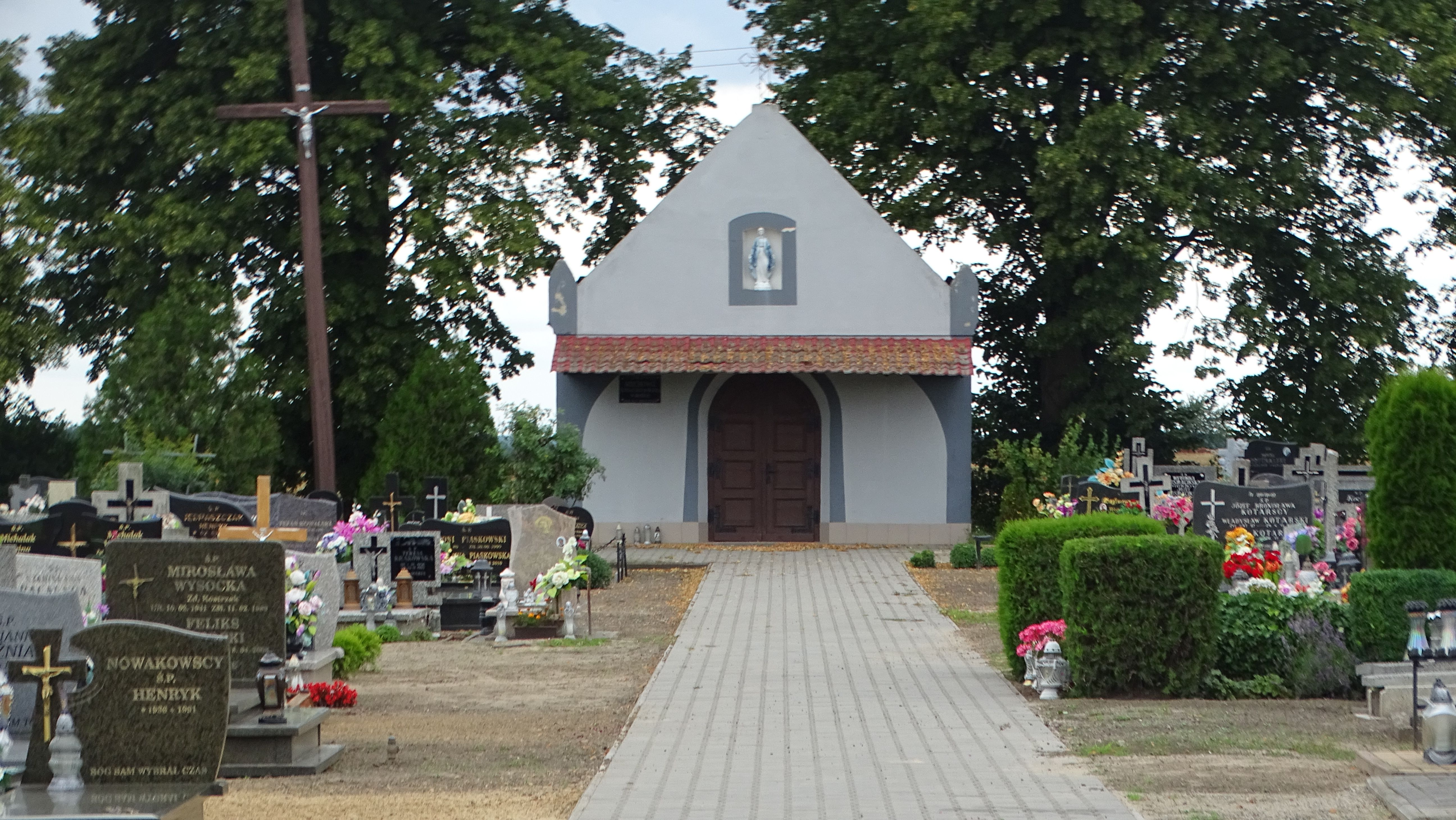
Kaplica cmentarna w Brześciu
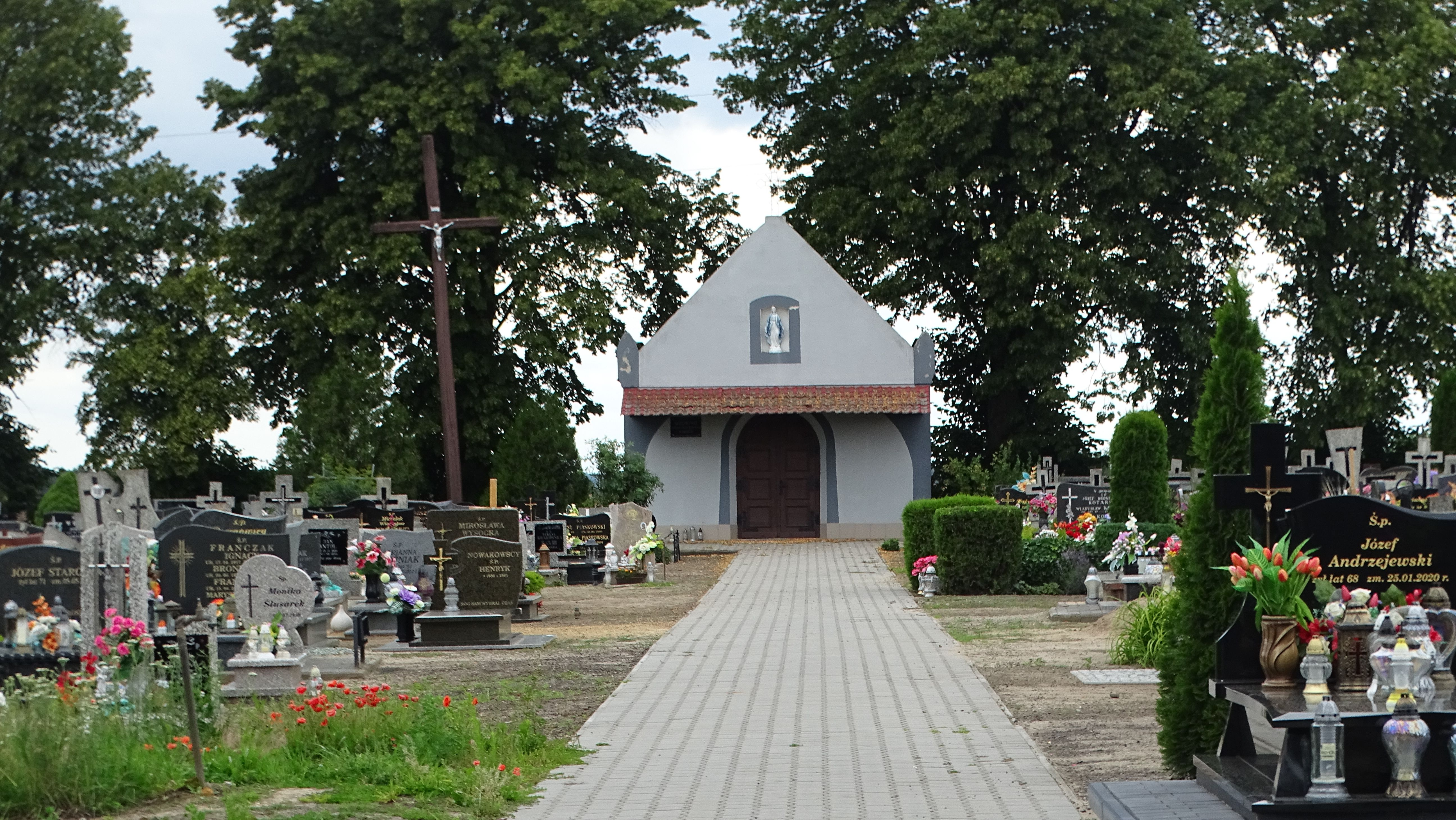
Kaplica cmentarna w Brześciu
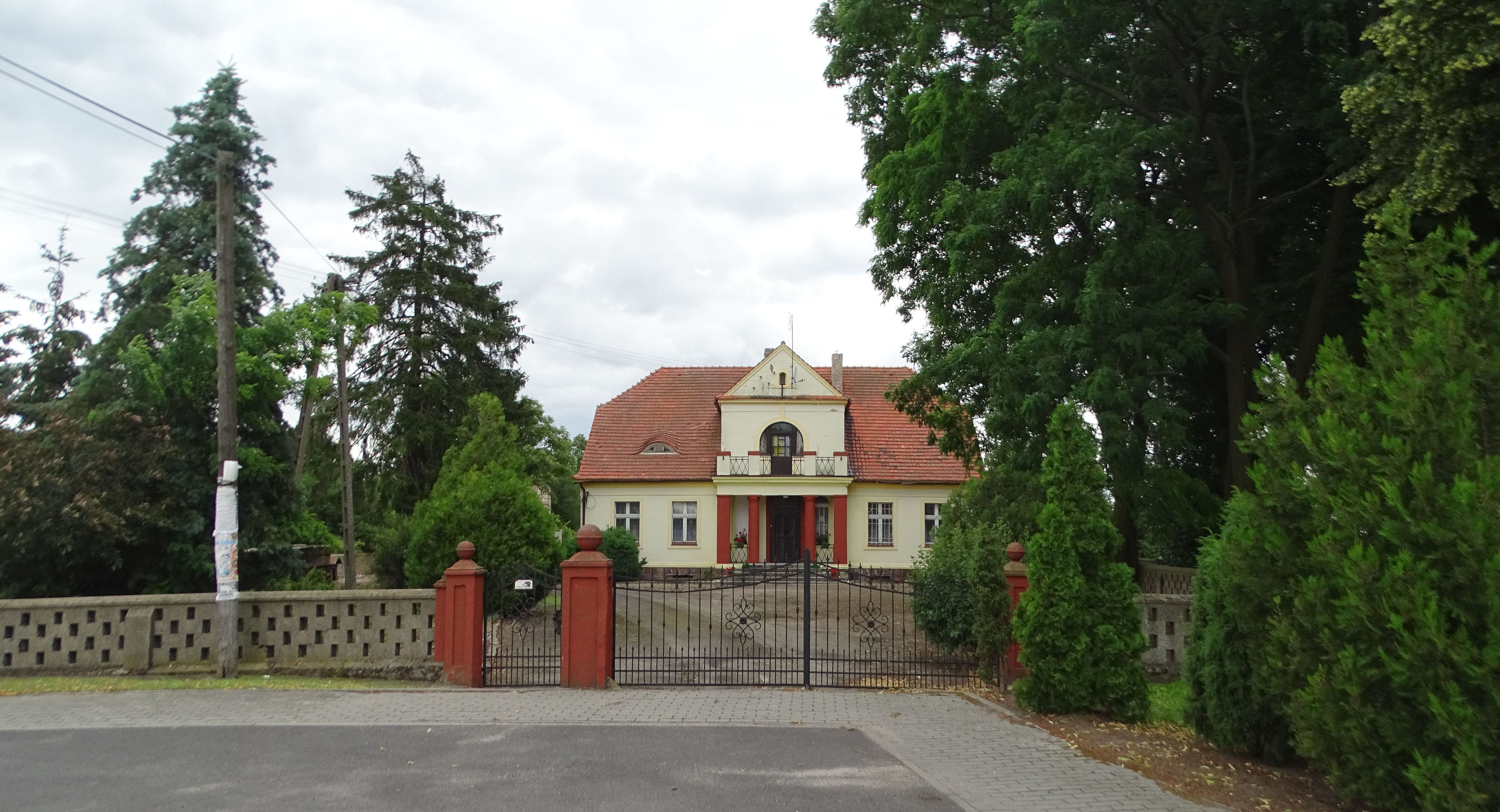
Plebania parafii św. Wojciecha w Brześciu
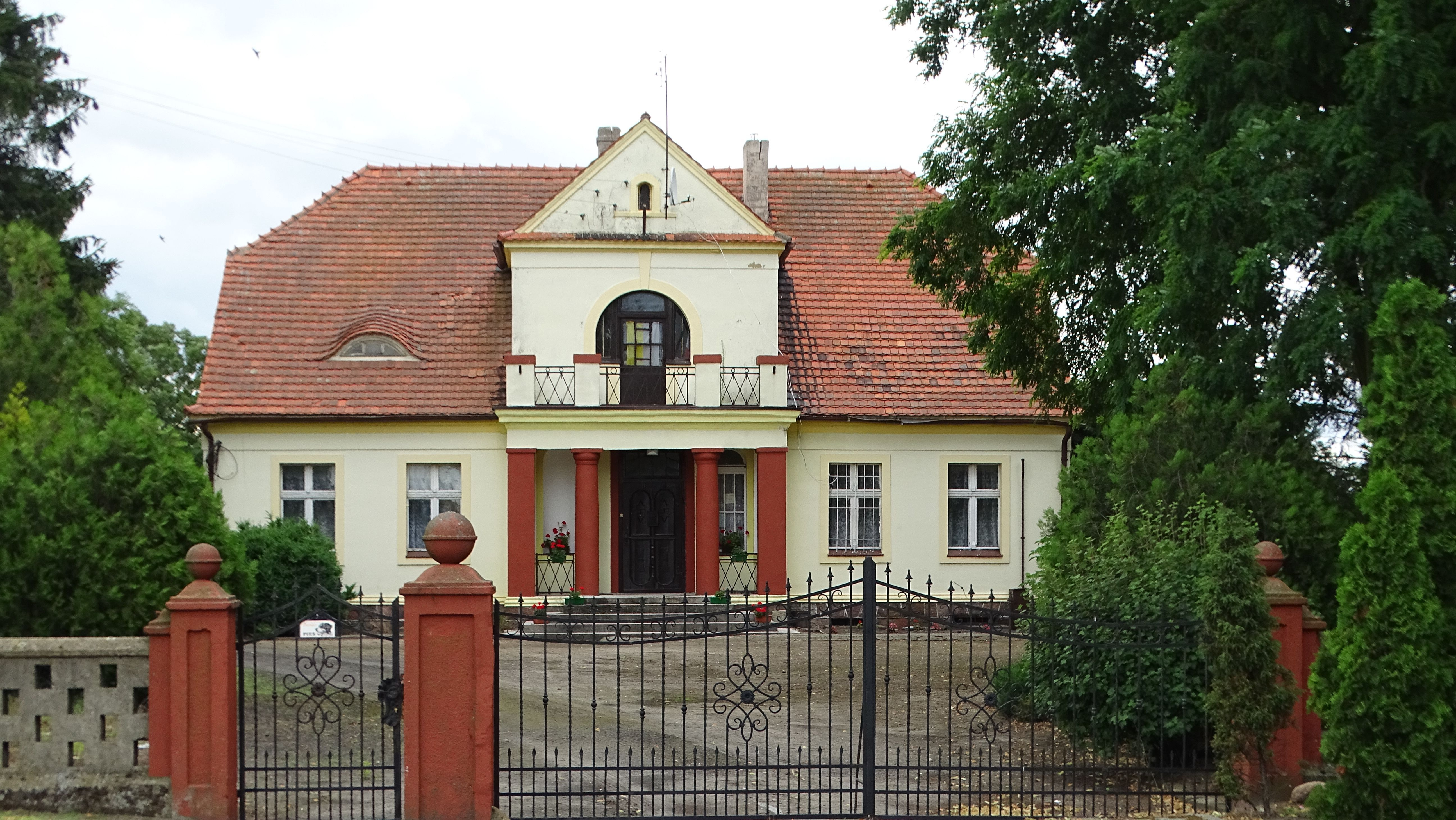
Plebania parafii św. Wojciecha w Brześciu
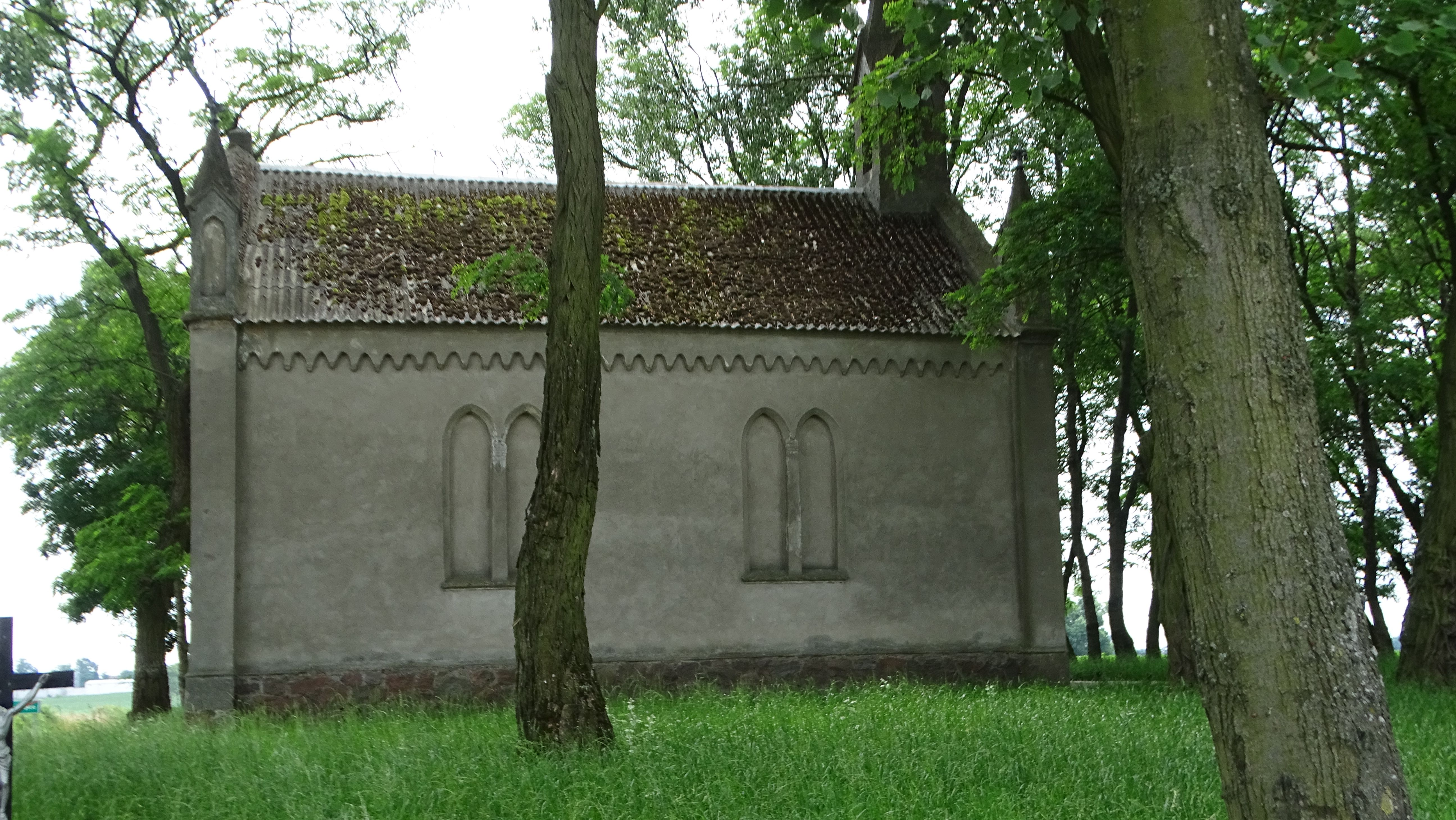
Kaplica dojazdowa w Rzeczycy
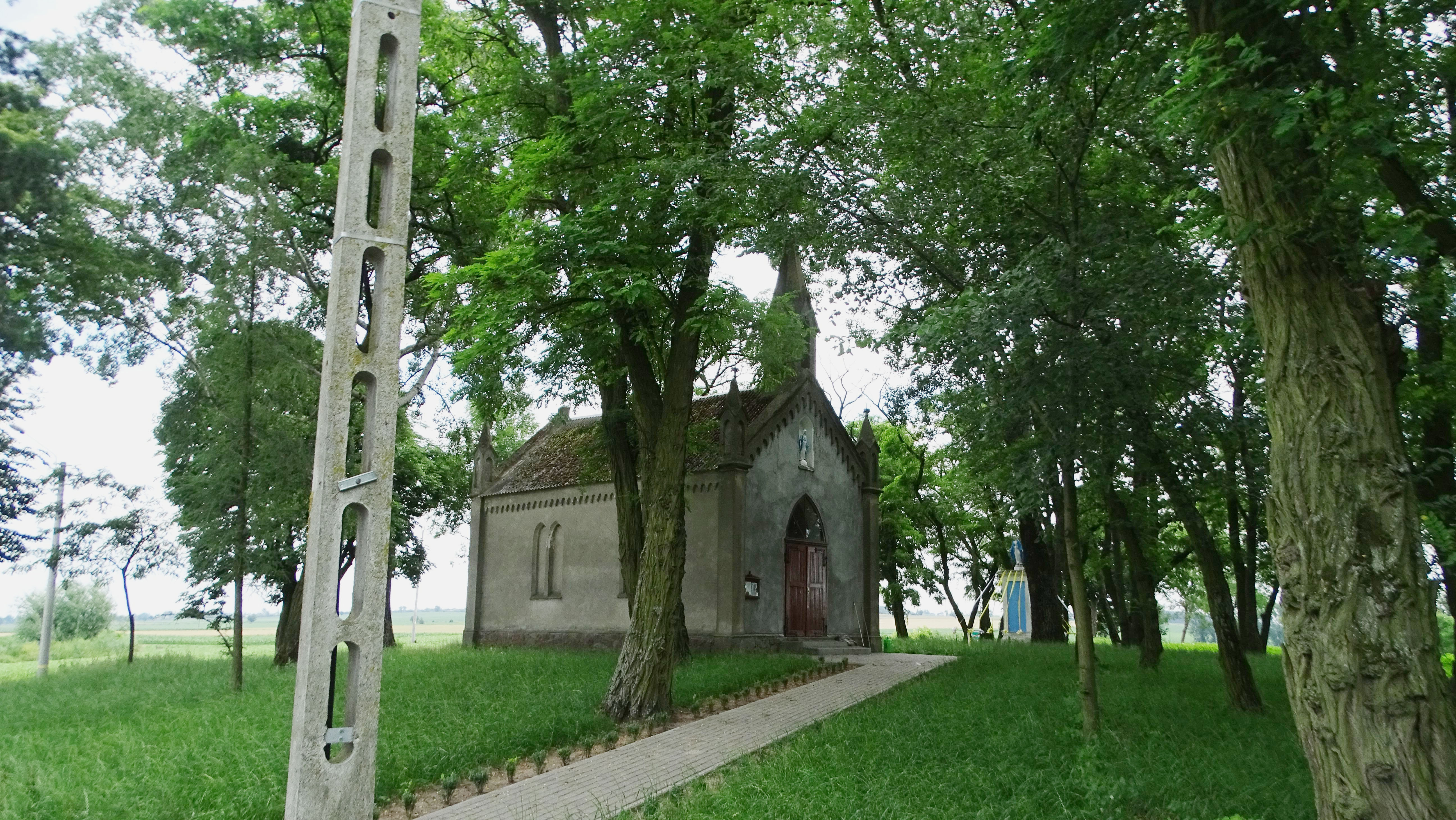
Kaplica dojazdowa w Rzeczycy
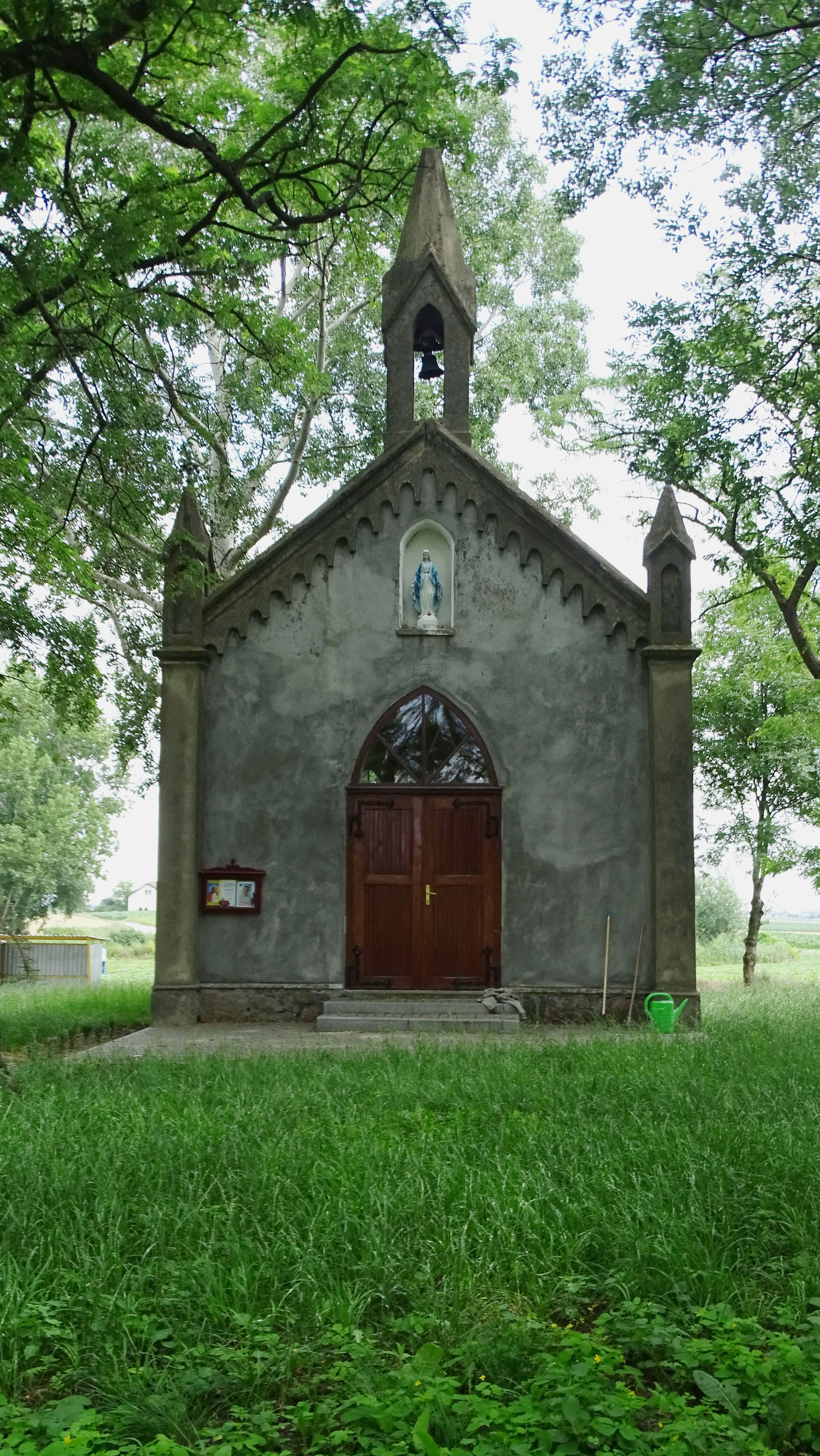
Kaplica dojazdowa w Rzeczycy
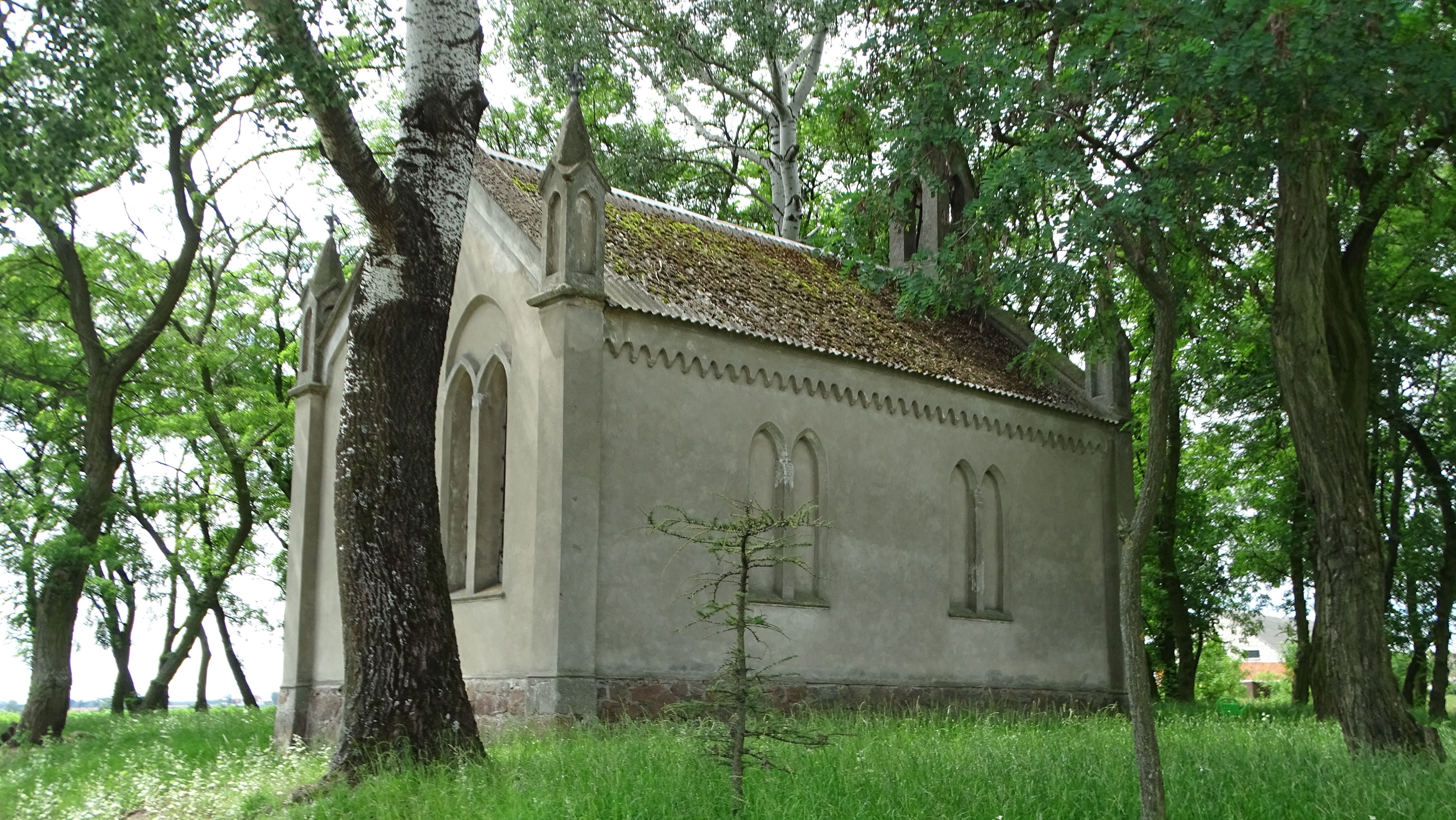
Kaplica dojazdowa w Rzeczycy
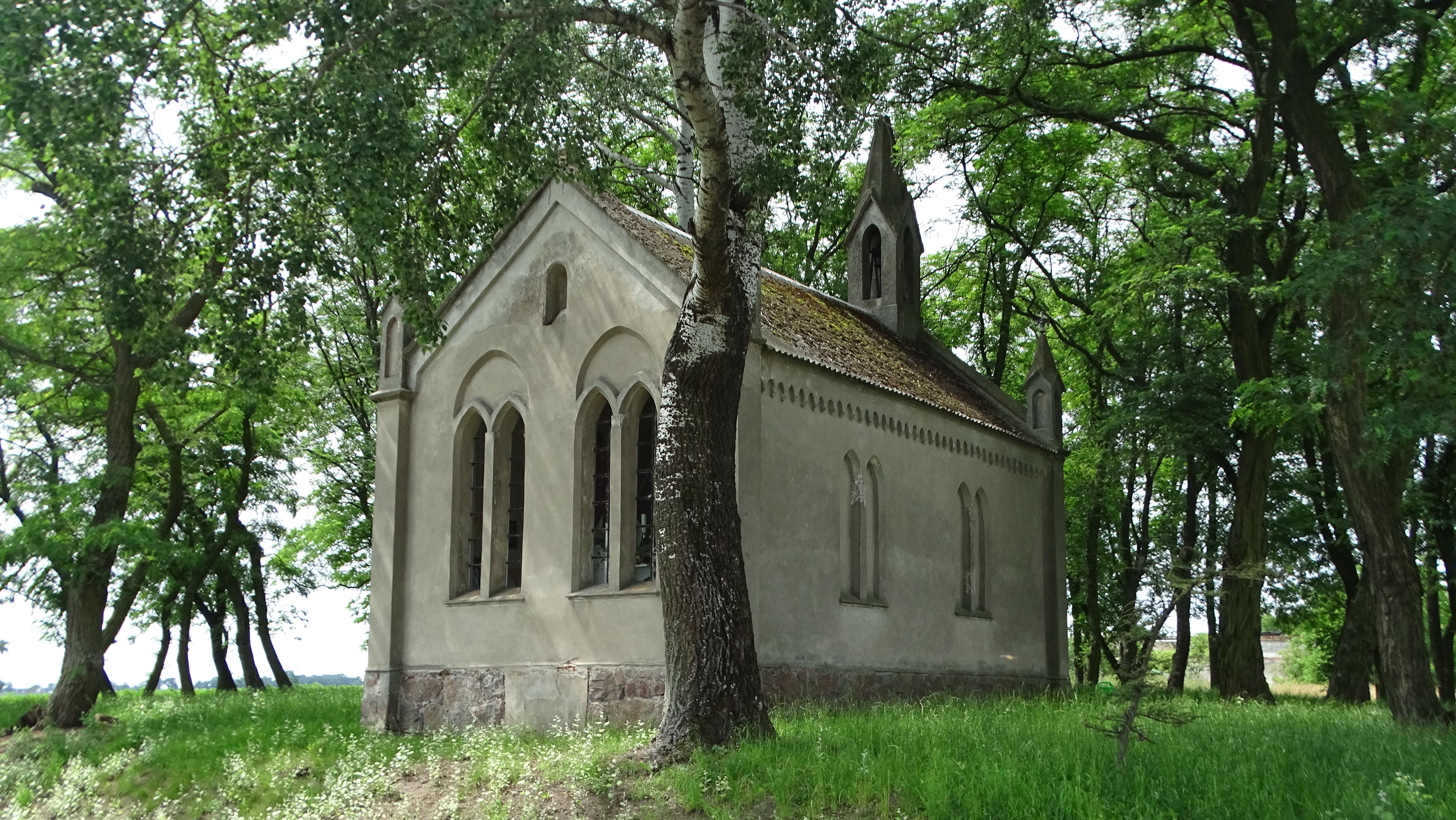
Kaplica dojazdowa w Rzeczycy